# Cyperus intricatus
Cyperus intricatus là loài thực vật có hoa trong họ Cói. Loài này được Schrad. ex Schult. mô tả khoa học đầu tiên năm 1824.